# 苏岛孔螂
苏岛孔螂（学名：Poromya sumatrana）是笋螂目砂蛤科砂蛤属的一种。

## 分佈
本物種的種小名得名於印度尼西亞的蘇門答臘。
本物種除見於蘇門答臘，亦見於南中国海的南沙群島海域。
常栖息在水深61米。